# Aanslag in Straatsburg op 11 december 2018
Bij een aanslag in Straatsburg vielen op 11 december 2018 op de Christkindelsmärik, een bekende jaarlijkse kerstmarkt, in eerste instantie twee doden en 14 gewonden. Drie personen overleden later alsnog aan hun verwondingen.

## Gebeurtenissen

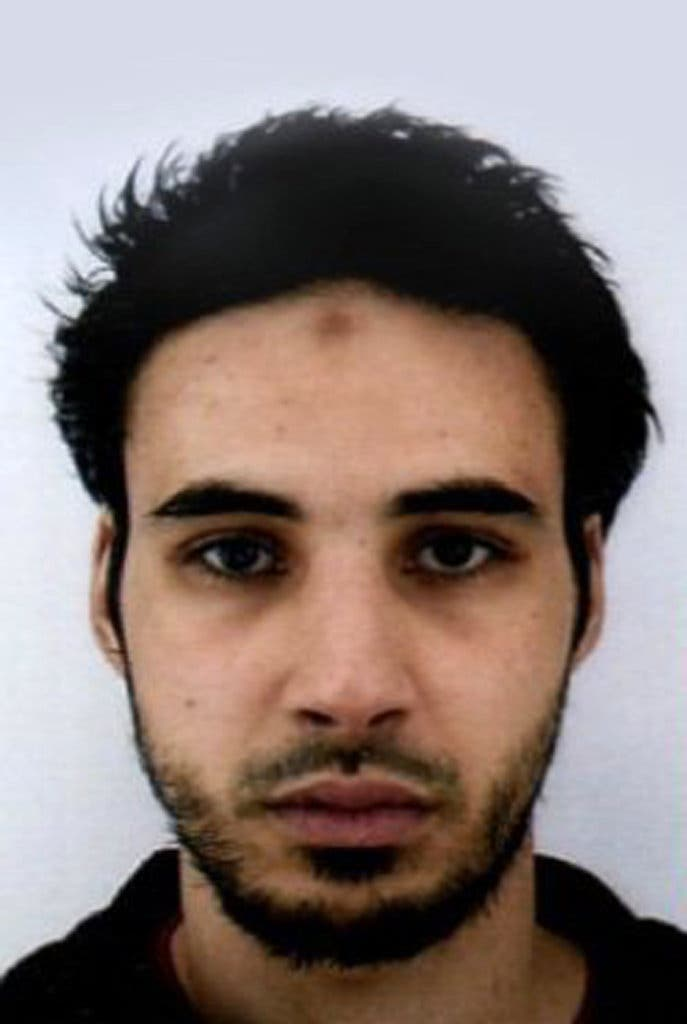
De dader

De dader, een 29-jarige man genaamd Chérif Chekatt, schoot omstreeks 20.00 uur vanuit meerdere straten en riep daarbij Allahoe akbar ("God is de grootste"). Ook viel hij mensen aan met een mes. Na de schietpartij brak er paniek uit. Het gebouw van het Europees Parlement werd uit veiligheidsoverwegingen afgesloten.
De schutter raakte in een vuurgevecht met de politie gewond, maar wist te ontkomen in een gestolen taxi. Hij stond bij de autoriteiten bekend als een mogelijke extremist en bovendien als vuurgevaarlijk (fiche-s). Hij was zevenentwintig keer eerder veroordeeld voor geweldpleging en diefstal in Frankrijk, Duitsland en Zwitserland en zat meerdere keren vast. Na de aanslag werd de stad vergrendeld en er werden circa 700 mensen ingezet om de dader te vinden. De grenscontroles werden aangescherpt en de meeste belangrijke evenementen in het land werden opgeschort of onder strenge bewaking gesteld. Twee dagen na de aanslag werd Chekatt door RAID-agenten doodgeschoten in de Straatsburgse wijk Neudorf, waar hij zijn toevlucht had gezocht. Kort daarna claimde Islamitische Staat (IS) Chekatt als een van hun "soldaten" via hun persbureau Amaq. Negen dagen na zijn dood werd er tussen zijn bezittingen een USB-stick gevonden met een videofilmpje waarop hij, volgens gerechtelijke bronnen, trouw zwoer aan IS.

## Eerdere gebeurtenissen
In het jaar 2000 werd een aanslag op de kerstmarkt van Straatsburg verijdeld.